# Hekla
Hekla je delujoč ognjenik na jugu Islandije. Visok je 1491 m, njegov zadnji izbruh pa je bil zabeležen leta 2000.